# YMCA Press
A YMCA-Press é uma editora originalmente fundada pela YMCA e localizada em Paris. Ela também é conhecida como Librairie des Editeurs Réunis (livraria) ou Centre culturel Alexandre Soljenitsyne (centro cultural).
A YMCA publicou muitos grandes autores russos ao longo da sua história, como Aleksandr Solzhenitsyn, Mikhail Bulgakov, Anna Akhmatova, Marina Tsvetaeva, Ivan Bunin e Osip Mandelstam.
A YMCA foi fundada na Inglaterra, e de lá se expandiu, com capítulos no mundo inteiro, dedicados à evangelização. O capítulo russo foi formado originalmente 1900 para fornecer "programas educacionais, religiosos e filantrópicos" por meio de aulas bíblicas e da construção de academias.
A organização foi obrigada a deixar a Rússia com a Revolução Russa, que proibiu instituições religiosas. Eles se mudaram para Praga, onde fundaram a YMCA-Press, dedicada a publicar manuais escolares e outros livros religiosos, e mandar-los para a Rússia. A YMCA-Press mudou-se para Paris em 1925. Desde a década de 60, a sede da editora e da livraria estão localizadas em 11 rue de la Montagne Sainte-Geneviève 75005 Paris.
Um centro cultural chamado Aleksander Solzhenitsyn foi fundado em 2016 pela YMCA-Press e pela viúva do autor, Natalia Solzenitsyna. Organiza diversas exposições e conferências sobre o património literário russo.

## História

### Primeiros anos
A função original da YMCA Press era fornecer livros didáticos e outra literatura, frequentemente sobre assuntos religiosos, para prisioneiros de guerra na Europa, entre os quais se sentia que havia uma sede de educação. O aumento da imigração russa no continente após a Revolução Russa pareceu criar um mercado para a reprodução de textos semelhantes que os russos teriam facilmente encontrado em casa, particularmente obras técnicas e científicas.
No entanto, esse plano foi descrito por um comentarista moderno como "muito grandiosamente concebido e mal administrado" para dar certo, enquanto a estratégia original de se concentrar na venda de livros didáticos não conseguiu entrar no novo mercado, pois os imigrantes "não compravam esse tipo de literatura". Além disso, as esperanças de que a YMCA Press entrasse no mercado doméstico russo foram frustradas quando a Rússia proibiu a importação de livros em russo. Da mesma forma, a imprensa viu-se financeiramente sobrecarregada pelo seu grande stock de manuais escolares não vendidos.

### A mudança para a ortodoxia e a gestão por parte dos emigrantes russos
A Imprensa mudou sua base para Paris em 1925 e começou a se concentrar em obras filosóficas e religiosas, bem como na impressão dos periódicos do Instituto Teológico Ortodoxo de São Sérgio, Pravoslavnaia mysl (Caminho Ortodoxo) e da Academia Filosófica Espiritual, Put (O Caminho). Este último tornou-se “um elemento integrante” da produção da empresa. Um dos primeiros livros a realmente levar a marca da YMCA Press foi uma antologia da religião russa contemporânea, e isso marcou a primeira mudança da publicação de livros didáticos para obras religiosas. A combinação da entrada no mercado de publicação de ficção, bem como o subsídio fornecido à imprensa pela sua empresa-mãe, permitiu-lhe estabelecer-se como a principal fonte de literatura intelectual para os russos europeus a longo prazo. Na verdade, muitas das obras publicadas pela YMCA Press foram escritas por membros da comunidade emigrante, o que deu à imprensa um "senso de unidade e coerência". Como resultado, foi dito que "a filosofia russa floresceu na comunidade emigrante durante décadas" após 1917. Embora, como resultado da revolução, a imprensa e os seus autores fossem pouco conhecidos na Rússia, foram mais tarde descritos como sendo responsáveis pela preservação das memórias dos emigrantes.
Durante estes primeiros anos, a YMCA-Press publicou: Vasilij Zenkovsky, Nicolas Troubetskoï, Konstantin Motchulski, Semyon Frank, Ivan Iljin, Nikolay Lossky, Padre Sergei Bulgakov, Lev Karsavin, Gueorgy Fedotov...
Entre 1900 e 1940, a YMCA Press foi liderada por Julius Hecker, Paul B. Anderson e Nikolai Berdyaev; eles foram seguidos, no final da Segunda Guerra Mundial, por Donald Lowrie, Ivan Morozov e Nikita Struve. Os dois últimos não eram americanos e, como foi sugerido, não "compartilhavam a perspectiva e a experiência" de seus antecessores. Além disso, eles viam a estratégia religioso-filosófica da Imprensa como "estranha e irrelevante". Como resultado, Paul Anderson conseguiu transferir a propriedade da Imprensa para as mãos da Associação Cristã de Estudantes Russos.
Antes da Segunda Guerra Mundial, a YMCA-Press também publicou escritores russos exilados como Marc Aldanov, Nina Berberova, Ivan Bunin, Vladislav Khodassevich, Dmitry Merezhkovsky, Aleksey Remizov, Mikhaïl Ossorguine, Boris Zaytsev...

### Anos do pós-guerra e dissidência soviética

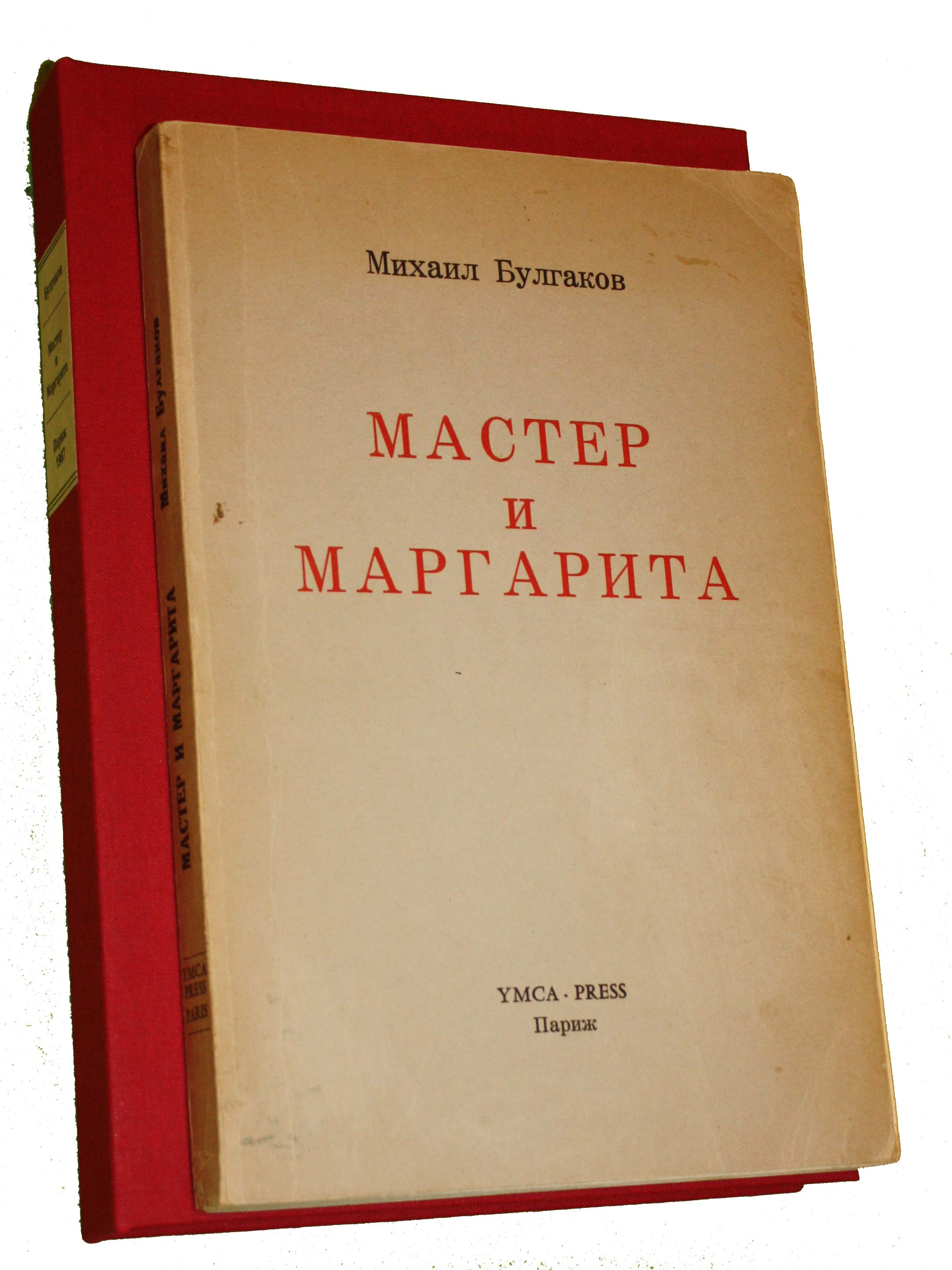
Primeira edição do livro O Mestre e Margarida, YMCA-Press 1967.

A YMCA Press agora operava com uma "base financeira diferente e com uma orientação religiosa mais aberta". Na década de 60, a YMCA-Press publicou os autores proibidos ou perseguidos na União Soviética: Anna Akhmatova, Varlam Chalamov, Marina Tsetaeva, Osip Mandelstam, Nadejda Mandelstam, Yury Dombrovsky, Andrei Platonov, Lydia Chukovskaya.
O famoso "Coração de um Cão" de Mikhail Bulgakov será publicado pela primeira vez pela YMCA-Press em Paris em 1969, com uma capa de Yuri Annenkov, artista-pintor que emigrou em 1924 para Paris, que também desenhou muitas outras capas para a editora. "O Mestre e Margarida", romance mais famoso de Bulgakov, também foi publicado pela YMCA-Press em 1967. depois de ter sido publicado na revista grossa Moskva. </link>

#### O Arquipélago Gulag
Uma das publicações mais famosas da YMCA-Press foi em 1968. Esta foi a primeira versão integral de Cancer Ward, de Aleksandr Solzhenitsyn, e foi seguida em 1973 (pelo qual recebeu "atenção mundial") por seus três volumes de The Gulag Archipelago, 1918–1956, que vendeu 50.000 cópias em suas primeiras semanas de venda.

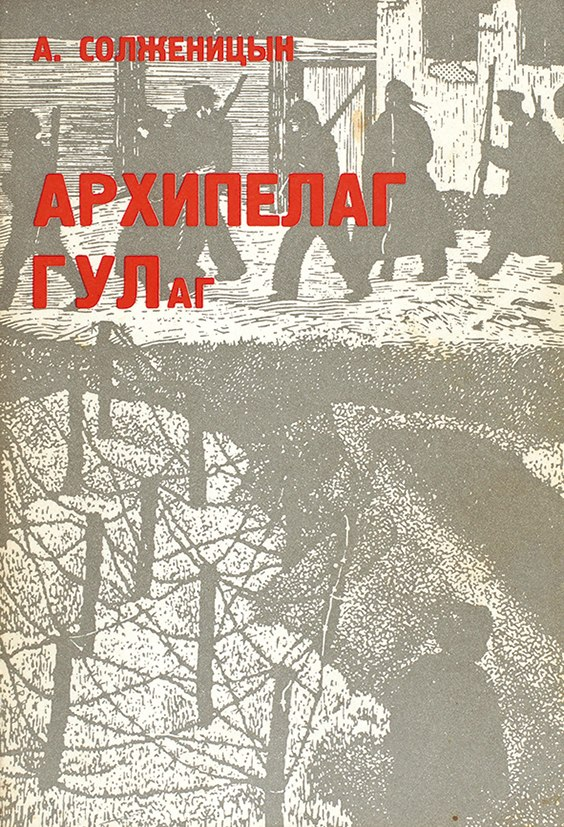
Capa da primeira edição do Arquipélago Gulag publicada pela YMCA-Press em 1973.

Em 1971, Alexandre Solzhenitsyn, então na União Soviética, confiou à editora YMCA-Press a edição de 14 de agosto, a primeira parte de sua monumental obra histórica A Roda Vermelha. O manuscrito é enviado em grande segredo para o Ocidente, graças a uma "invisível", Assia Durova, funcionária da Embaixada Francesa em Moscou. O trabalho realizado pela editora atende plenamente às exigências do autor, que decide então confiar à editora uma obra ainda mais importante e secreta, seu Arquipélago Gulag. Em grande clandestinidade, na imprensa parisiense de iídiche e línguas orientais de Serge Béresniak, o tipógrafo Léonid Lifar, irmão do bailarino Serguei Lifar, compôs o primeiro volume do livro.
No final de 1973, o livro é concluído e publicado..A versão russa do livro da YMCA-Press é publicada em 50.000 cópias, um número impressionante para uma pequena editora de emigração russa. Essa edição se esgotou rapidamente.
Em 1975, Solzhenitsyn visitou o escritório parisiense da empresa, onde conheceu o antigo chefe da YMCA-Press, Nikita Struve, e a equipe, recebeu um convite de Anderson para ir aos Estados Unidos e presenteou este último com um livro. Solzhenitsyn escreveu isso, agradecendo a Anderson por "o quanto ele fez pela cultura russa". O ganhador do Prêmio Nobel, em suas memórias mais tarde, descreveu a YMCA-Press como "altruísta".

#### Anos pós-arquipélago
Os anos de exílio forçado foram os anos frutíferos de colaboração entre Solzhenitsyn e a YMCA-Press. Solzhenitsyn não só publica seus novos livros lá, mas também dirige de Vermont, onde se estabelece, duas coleções de livros.

### Anos pós-soviéticos
Na década de 1990, com a queda da Cortina de Ferro, a atividade editorial da YMCA-Press desacelerou. Começou então um período de transmissão para a Rússia da herança cultural da emigração russa.
Em 1990, uma primeira exposição da edição YMCA-Press foi realizada em Moscou, na Biblioteca de Literatura Estrangeira. Os moscovitas podem aprender sobre a história da editora e até adquirir seus livros, entregues de Paris. Esta exposição também foi apresentada em Kiev e São Petersburgo.
Em 1991, a Editora Russkiy Put foi fundada pela YMCA-Press em Moscou, primeiro como uma subsidiária russa, depois como uma empresa independente para assumir o trabalho de publicação e promoção do patrimônio literário russo, como se simbolizasse o fim do parêntesis soviético de exílio e censura.

## YMCA-Press hoje
A YMCA-Press ainda está ativa em Paris, atuando como uma ponte entre as culturas russa e francesa e deseja promover uma certa abordagem da cultura russa fiel à herança da emigração. Para isso, foi criado um centro cultural com o nome de Alexandr Solzhenitsyn, localizado no segundo andar da sede parisiense. A livraria ainda funciona no coração do Quartier Latin e recebe muitos estudantes e estudiosos da literatura russa.
A editora, depois de alguns anos com pouca produção, após a queda da União Soviética, está publicando novamente.